# Urne (adelsslægt)
 For alternative betydninger, se Urne (flertydig). (Se også artikler, som begynder med Urne)
Urne er slægtsnavnet for en af de ældst kendte danske adelsslægter. 
Den ældste omtale af Urneslægten findes på en runesten, Bjolderupstenen, som omkring år 1200 er sat til minde over Ketil Urne. Stenen ligger nu i våbenhuset ved Bjolderup Kirke.
Slægten talte adskillige personer med fremtrædende politiske og administrative poster. Slægtens sidste mand var Axel Frederiksen Urne (1833-1903), sønnesøn af Københavns overpræsident Christian Urne (1749-1821).
Slægten førte et ørnelår med klo i sit våbenskjold.